# Wilder Mind
Wilder Mind é o terceiro álbum de estúdio da banda britânica de "folk rock" Mumford & Sons, lançado em 4 de maio de 2015 através da Glassnote Records. O primeiro single, intitulado Believe foi lançado em 9 de março de 2015. O álbum marcou a mudança de gênero da banda de folk para rock alternativo, assim como o abandono do banjo, instrumento que marcou os dois primeiros álbuns da banda "Sigh No More" e "Babel".

## Precedentes e desenvolvimento
Após o fim da turnê que promovia o álbum multi-platinado e vencedor de dois Grammy, "Babel", a banda anunciou um hiato em uma entrevista para a Rolling Stone, "Não haverá atividades do Mumford & Sons num futuro próximo depois de sexta-feira" - afirmou Ben Lovett (tecladista da banda). Em outubro de 2014 foi divulgado que a banda estava em estúdio com o produtor musical James Ford, que ficou conhecido por produzir canções para bandas como Arctic Monkeys e HAIM. Era o retorno da banda depois de mais de 2 anos fora das atividades. 
O anúncio oficial de Wilder Mind foi ocorrer apenas em 3 de março de 2015, sendo divulgado a lista de faixas, capa e data da lançamento, que por sua vez foi marcada para 4 de maio. Enquanto que, o primeiro single "Believe" foi anunciado e lançado em 9 de março. A canções "The Wolf" e "Snake Eyes" foram lançadas em 9 de abril e 19 de abril, respectivamente. Todas as 12 faixas de Wilder Mind foram produzidas por James Ford, compostas em Londres, Brooklyn e Texas e gravadas também em Londres no AIR studios.

## Singles
"Believe" foi lançado, mundialmente, como primeiro single do álbum em 9 de março de 2015. A canção foi divulgada no canal de rádio britânico BBC Radio e logo em seguida foi disponibilizada para download digital e para plataformas stream, com o áudio oficial sendo carregado no canal oficial da banda no Vevo. A banda se apresentou ao vivo no programa "Saturday Night Live", em 11 de abril de 2015.

## Recepção da critica
| Críticas profissionais | Críticas profissionais |
| Pontuações agregadas   | Pontuações agregadas   |
| Fonte                  | Avaliação              |
| ---------------------- | ---------------------- |
| Metacritic             | 56/100                 |
| Avaliações da crítica  |                        |
| Fonte                  | Avaliação              |
| AltSounds              | 7,7/10                 |
| Consequence of Sound   | 6,7/10                 |
| NME                    | 8/10                   |
| Allmusic               | [ 15 ]                 |
| Billboard              | [ 16 ]                 |
| Boston Globe           | [ 17 ]                 |
| Rolling Stone          | [ 18 ]                 |
| The Independent        | [ 19 ]                 |
| The Guardian           | [ 20 ]                 |
| The Telegraph          | [ 21 ]                 |

Wilder Mind foi recebidos com análises mistas do críticos musicais. No Metacritic, o álbum obteve um placar agregado de 56/100 baseado em 25 análises, indicando "geralmente análises mistas ou médias. Stephen Thomas do "AllMusic", foi crítico a mudança de sonoridade da banda, dizendo que "Mumford & Sons fizeram uma viagem de regresso ao retro brilhando em uma construção moderna", enfatizando também que "Tal descrição sugere que esta é uma grande mudança, mas é tudo superficial: por baixo daquele exterior, Wilder Mind é o mesmo Mumford & Sons, vindo de reconstruções razoavelmente consideráveis de tempos passados". Maura Johnston oa "Boston Globe" também não perdoou a mudança, "Em Wilder Mind, a banda dispensa o modelo que os fez "Mumford", um descritor às vezes pejorativamente empregada de um subgênero, ligando e enxugando a furiosa sequência de dedilhar", no entanto, elogiou o desempenho vocal de Marcus Mumford
Enquanto isso Jeremy Daniel ao AltSounds elogiou a mudança, afirmando que "Quando Mumford & Sons lançou o primeiro single, a reação foi de polarização. Sendo dito que eles estavam abandonando seu instrumento tipico, o banjo, e indo ao rock elétrico. 'Believe' chegou nas ondas do rádio e era visto como uma ligeira curva na estrada. Eles não estavam abandonando seu som, mais o aumento do volume do mesmo", a análise ainda destacou a canção "Snake Eyes". Neil McCormick ao "The Telegraph" também elogiou a mudança, dando nota máxima ao álbum, e afirmando que "Wilder Mind tem todo o poder de composição para satisfazer os fãs comprometidos mas com uma borda mais fina e correntes mais escuras que podem seduzir os mais céticos", ainda enfatizou o bom desempenho vocal de Marcus "O vocalista nunca soou melhor". Ty Johnson para a "Rolling Stone" também ponderou que a banda manteve a essência, dizendo que "Mesmo em meio a toda essa nova sonoridade em Wilder Mind, o fervor apaixonado que fez Mumford & Sons brilhar ainda é a sua força motora", aclamando também os vocais de Marcus "Como seus companheiros de banda puxando no fundo, Marcus Mumford, também, se move em uma direção mais sutil com seus vocais"

## Lista de Faixas
| Edição padrão |                           |     |         |  |
| N.º           | Título                    | não | Duração |  |
| 1.            | "Tompkins Square Park"    |     | 5:11    |  |
| 2.            | "Believe"                 |     | 3:41    |  |
| 3.            | "The Wolf"                |     | 3:41    |  |
| 4.            | "Wilder Mind"             |     | 4:38    |  |
| 5.            | "Just Smoke"              |     | 3:10    |  |
| 6.            | "Monster"                 |     | 3:56    |  |
| 7.            | "Snake Eyes"              |     | 4:08    |  |
| 8.            | "Broad-Shouldered Beasts" |     | 4:20    |  |
| 9.            | "Cold Arms"               |     | 2:49    |  |
| 10.           | "Ditmas"                  |     | 3:38    |  |
| 11.           | "Only Love"               |     | 4:36    |  |
| 12.           | "Hot Gates"               |     | 4:47    |  |

| Edição de luxo |                               |     |         |  |
| N.º            | Título                        | não | Duração |  |
| 13.            | "Tompkins Square Park (Live)" |     | 5:13    |  |
| 14.            | "Believe (Live)"              |     | 5:49    |  |
| 15.            | "The Wolf (Live)"             |     | 3:52    |  |
| 16.            | "Snake Eyes (Live)"           |     | 4:13    |  |